# コンスティトゥシオン
コンスティトゥシオン（Constitución）は、チリ中部マウレ州タルカ県に位置する人口4万人の港町。コンスティトゥシオンはスペイン語で「憲法」の意。

## 歴史
1828年、チリ憲法に相当する「Constitución Política de la República de Chile de 1828」が公布された記念に市名を「ヌエバビルバオ」から改名し現在の名になった。
2004年のスマトラ島沖地を受け毎月1回の避難訓練を導入している。そのため2010年にチリ地震が発生した際は消防署が倒壊し津波警報のサイレンが作動しなかったにもかかわらず住民は自発的に避難したため隣町のコンセプシオンより人的被害が少なかった。

## 交通
チリ国鉄によりタルカと結ぶ列車が運行されている。